# Johann Olearius
Johann (ou Johannes) Gottfried Olearius est un théologien allemand et auteur d'hymnes luthériens né à Halle, en Saxe-Anhalt, le 17 septembre 1611 et décédé à Weissenfels, toujours en Saxe-Anhalt, le 14 avril 1684.

## Biographie
C'est le troisième fils de Johann Oléarius (1546-1623), professeur de théologie, pasteur de l'église et surintendant de Sainte-Marie à Halle depuis 1584, et de Sibylla, née Nicander (1584-1622). Il est recueilli par le juriste Andreas Sartorius de Halle et après la mort de celui-ci, par le prédicateur et surintendant Simon Gedike (1549-1631) à Mersebourg. Après avoir commencé ses études dans les collèges de Hall et Mersebourg, Olearius commence des études de théologie le 19 octobre 1629 à l'université de Wittenberg où il obtient une maîtrise en philosophie le 20 mars 1632 et devient l'adjoint de la faculté de philosophie le 15 février 1634. Il devient alors surintendant à Querfurt en 1637 et épouse, le 5 octobre 1637, Catharina Elisabeth, la fille du théologien Andreas Merck. De cette union naîtront 15 enfants : six filles et neuf garçons dont cinq seront théologiens. En 1643, le duc Auguste de Saxe-Weissenfels le nomme chapelain de sa cour, à Halle. Après son doctorat en théologie obtenu le 21 novembre 1643 à Wittenberg, Olearius devient prédicateur de la cour, en 1657, puis surintendant général en 1664. À la suite de la mort du duc, en 1680, il assurera les mêmes fonctions à Weissenfels et y finira sa vie.
Johann Sebastian Bach puise dans ses cantiques la matière à deux cantates : BWV 30 et 129 ; ainsi qu'un air spirituel : le BWV 449.

## Œuvre
Johann Oléarius est un des plus importants poètes et auteurs de cantiques allemands du XVIIe. On lui en connaît plus de 300 dont :
- Ach, wie groß ist deine Gnade
- Fürwahr der Herr trug selbst
- Gelobet sei der Herr, texte figurant dans la cantate BWV 129 Gelobet sei der Herr, mein Gott,
- Gott Lob, der Sonntag kommt herbei
- Herr Jesu Christ, dein teures Blut
- Herr, öffne mir die Herzenstür
- Nun kommt das neue Kirchenjahr
- Tröstet, tröstet meine Lieben, texte figurant dans la cantate BWV 30 Freue dich, erlöste Schar.